# 밀린코 판티치
밀린코 판티치(세르비아어: Милинко Пантић, 1966년 9월 5일, 로즈니차 ~)는 세르비아의 전직 축구 선수이자 감독이다.

## 선수 경력
판티치는 프로 무대 처음 6년인 1985년부터 1991년까지 파르티잔에서 활약했다.
그 후, 그는 그리스로 건너가 아테네 연고의 파니오니오스로 이적해 알파 에트니키 무대에서 활약했다.
그는 거의 29세가 되어서 파르티잔 시절의 은사였던 라도미르 안티치 신임 감독이 취임한 아틀레티코 마드리드로 이적했다. 그는 입단하자 마자 큰 일을 해냈는데, 판티치는 중원에서 창조적인 선수로, 아틀레티코가 리그 경쟁 구단들과의 격차를 넓혀 1995-96 시즌에 2관왕(라 리가와 코파 델 레이 동시 석권)을 달성하는 데 큰 공을 세웠다. 판티치는 41번의 경기에서 10골을 기록했는데, 1996년 코파 델 레이 결승전에서는 결승골도 기록했고, 리그에서는 많은 도움을 기록했다. 이듬해 1996-97 시즌 챔피언스리그에서는 5골을 넣어 공동 득점왕에 등극했다.(그는 2022년까지 이 업적을 달성한 유일한 아틀레티코 마드리드의 선수이기도 하다. 그는 마드리드 연고 구단으로 2년을 더 보내 106번의 경기에 출전해 18골을 기록했다.
그의 1998년 여름 다음 행선지는 르 아브르였다. 1999년 여름, 판티치는 다시 파니오니오스로 복귀해 현역 생활에 마침표를 찍을 때까지 뛰었다.
그는 FR 유고슬라비아 경기에도 1996년에 2번 출전했다.

## 감독 경력
판티치는 아틀레티코 마드리드의 감독진으로서 복귀해 아틀레티코 유소년부를 맡았고, 마하다온다의 구단 훈련장에서 3세에서 9세 사이의 꿈나무를 대상으로 훈련했다. 그는 이 곳에서 활약하며 다양한 연령대의 유소년부와 마주치면서 서열을 끌어올렸다. 그는 이후 유소년부 단장을 맡아 유소년부 발달 프로그램을 주도하면서 동시에 일부 선수단을 지휘했다.
2011년 여름, 판티치는 1군 감독직을 포기하고 유소년부와 선수단의 보강에 큰 공을 세워 아틀레티코 마드리드 2군의 감독으로 취임했다.
그는 아틀레티코 마드리드의 풋살 경기에도 출전하는데, 그는 이 구단 소속으로 9개의 전 라 리가 우승 유경험 선수들이 출전하는 퇴역 선수 경기에 출전했다.
판티치는 2013년 6월에 아제르바이잔 프리미어리그의 바쿠 감독으로 취임했고, 약 1년 후인 2014년 7월 24일에 상호 계약 해지로 아제르바이잔을 떠났다.
2016년 7월 5일, 판티치는 중국 갑급 리그 구단 다롄 이팡의 지휘봉을 잡았다.

## 후평
폴 램버트는 자신이 상대한 최고 선수 11인 안에 판티치를 지명했고, 램버트가 현역에 활동하던 시절에 가장 까다루운 상대였다고 언급했다.

## 수상
파르티잔
- 유고슬라비아 1부 리그: 1985-86, 1986-87
- 유고슬라비아 컵: 1988-89
- 유고슬라비아 슈퍼컵: 1989

아틀레티코 마드리드
- 라 리가: 1995–96
- 코파 델 레이: 1995–96

개인
- 챔피언스리그 득점왕: 1996–97